# Räddningsstation Mönsterås (sjöräddning)
Räddningsstation Mönsterås är en av Sjöräddningssällskapets räddningsstationer.
Räddningsstation Mönsterås ligger på vid Lakhamn på Oknö utanför Mönsterås. Den inrättades 2002 och har 27 frivilliga. 

## Räddningsfarkoster
- Rescue Bengt Järlebring av Postkodlotterietklass, byggd 2016
- Rescue Häradssparbanken av Gunnel Larssonklass, byggd 2008

## Tidigare räddningsfarkoster
- Rescue Östgöta, en tidigare Storebro Stridsbåt 90 E
- 10-04 Rescue Rolf Nilsson, ett 10,3 meter långt räddningsfartyg av Eskortenklass, byggt 1987
- 6-04 Rescue Phöta F-son, en 6,05 meter lång öppen Avon Searider ribbåt, byggd 1990
- Rescue Billy Danielsson av Gunnel Larssonklass, byggd 2008
- Miljöräddningssläp tillverkat av Marine Alutech, delat ansvar med Räddningsstation Simpevarp, placering i Oskarshamn